# True Crime: New York City
True Crime: New York City è un videogioco d'azione 3D sviluppato da Luxoflux e pubblicato da Activision nel 2005 per console e quasi un anno dopo per PC. Secondo capitolo della serie True Crime, è il seguito di True Crime: Streets of LA, sviluppato sempre da Luxoflux e pubblicato nel secondo semestre del 2003, dal quale eredita gran parte del gameplay, mantenendo invariato lo stile di gioco.

## Trama
Il protagonista del gioco è Marcus Reed, un gangster afroamericano convinto a diventare poliziotto dal suo mentore Terrence Higgins (Terry), poliziotto amico di famiglia appartenente all'OCD (Organized Crime Division) del dipartimento di polizia di New York.
Dopo circa 5 anni Marcus è pronto per diventare uno dei componenti del OCD (Organized Crime Division), ma durante una delle sue prime prove su strada, Higgins viene assassinato e al ritorno al distretto scopre che la sua domanda per entrare nell'OCD viene rifiutata. Gli viene quindi assegnato un ruolo da poliziotto in borghese.
Diviso fra i doveri da poliziotto e la sua indagine personale sull'omicidio di Terry, Marcus si trova faccia a faccia con i più potenti boss malavitosi della città, in particolar modo la ricca benefattrice Teresa Castillo, il nuovo Don della mafia siciliana Tuzzi, la giovane organizzazione criminale Club President, e Leeland, del Tong delle ombre.

### Finali
Il gioco presenta due finali differenti, a seconda dello stile adottato nel gioco.
- Affrontando il gioco da agente buono, la missione finale prende il nome di Sospetto principale, in cui bisogna affrontare Terry nella metropolitana. Reed scopre, infatti, che Higgins non era morto, ma in realtà era la talpa che stava cercando.
- Affrontando il gioco da agente cattivo, invece, si sblocca la missione L'uscita del truffatore. La struttura della missione è la stessa del finale buono, con l'eccezione che bisogna inseguire Victor nella metropolitana, e terminare il gioco uccidendo proprio Higgins, accusato di aver tradito la fiducia di Reed.

### Personaggi principali
I vari personaggi che hanno un ruolo determinante nella trama sono:
- Marcus Reed: il protagonista, un gangster afro-americano, che dopo essere stato tradito da alcuni suoi uomini, torna a New York per vendicarsi.

- Isaiah Reed: detto il Re, è il boss di New York e padre di Markus. Finito in carcere, ricopre il ruolo di informatore per la polizia.

- Detective Terrence Higgins: detto Terry, è un detective di terza classe dell'Unità Crimine Organizzato. Amico di famiglia di Markus, lo indirizza verso la carriera di poliziotto. Muore nelle fasi iniziali del gioco.

- Victor Navarro: capo dell'Unità Crimine Organizzato, dipartimento di New York.

- Gabriel Whitting: agente dell'FBI è il contatto di Markus.

- Deena Dixon: ufficiale comandante dell'Unità Anticrimine.

## Modalità di gioco
Lo stile di gioco è del tutto personale, si può scegliere di affrontare le missioni da agente buono o cattivo, sfoderando armi sempre più potenti oppure semplicemente il distintivo. Lo stile è molto rilevante perché, se si sceglie di voler affrontare il gioco da agente buono, bisogna stare attenti ad arrestare i delinquenti colpendoli in zone non letali, senza ucciderli. Solo in tal modo si ottengono punti carriera, necessari per salire di grado nel dipartimento, per sbloccare nuove abilità di guida e, soprattutto, per guadagnare più denaro. Il denaro è fondamentale nel gioco, e New York è piena di negozi di tutti i tipi: si passa da chioschi, ristoranti e pub necessari per recuperare punti salute, a negozi di dischi, dove poter acquistare dei brani da aggiungere alla colonna sonora, ai classici negozi di armi.
Oltre alla missione principale, ci sono numerose missioni secondarie. Girovagando per la città infatti, Markus viene informato di tutti i crimini in atto nella città, dovendo scegliere se ignorarli o risolverli. In realtà, queste missioni sono molto rapide ma molto varie, si diventa una guardia del corpo per conto di una vecchia signora, un tassista, un pilota invischiato in gare automobilistiche illegali, o un pugile che si esercita nelle scazzottate nei bar.

### Mezzi di trasporto
Il gioco non dispone di licenza ufficiale per le vetture e i motocicli, ma nonostante ciò, le auto sono molto simili a vetture reali. Si possono riconoscere numerosi modelli come la Ford GT o la Lamborghini Gallardo.
Si possono usare, in alternativa, anche la metropolitana o i taxi, consigliabili per raggiungere in fretta destinazioni molto lontane.
Esteticamente, le metropolitane sono identiche, ma a distinguerle sono i cartelli indicanti le destinazioni.
Mentre per i taxi, si distinguono diversi modelli, ma in realtà si nota che per ogni quartiere i taxi hanno stesso colore e modello.

## Critica
True Crime: New York City è un gioco che ha spiazzato la critica ottenendo votazioni molto differenti.
Il gioco presenta numerosi bug, oltre che una fisica di gioco pressoché inesistente. È possibile, ad esempio, danneggiare un taxi con la testa di una vecchia signora, o veder sbandare un veicolo solo dopo averlo sfiorato. Ci sono evidenti errori anche nella progettazione del sistema di guida, rendendo impossibile guidare senza compiere incidenti o uccidere qualche pedone, che si getta involontariamente sotto la vettura. I movimenti dei veicoli risulteranno molto lenti e legnosi, oltre che brutti da vedere se comparati alla realtà, mentre il sistema di collisioni è molto approssimativo: si può notare la caduta di un lampione sfiorandolo con l'auto o vedere un camion pesante roteare in mezzo alla strada dopo un lieve incidente. Inoltre, da segnalare soprattutto la fisica nella guida dei veicoli a due ruote, assolutamente inguidabili e impossibili da governare senza compiere incidenti.
La situazione peggiora ovviamente nel traffico, dove le auto si muovono in maniera molto casuale causando pericolosi incidenti agli incroci delle strade. Inoltre, ci sono pochi modelli di vetture visibili nel traffico, dove spuntano numerosi taxi, auto della polizia e auto civili (solitamente un unico modello di auto, la Ford Crown Victoria Police Interceptor), ma tutti uguali a seconda della zona della città in cui ci troviamo. La monotonia dei modelli non è percepibile solo nel traffico, ma anche per strada, osservando una miriade di persone aventi lo stesso carattere, sia che si parli di una vecchia signora che di una prostituta all'angolo di una strada. Da segnalare infine che maggior parte dei dialoghi dei cittadini italo-americani risultano mediocri e potevano essere doppiati in maniera migliore.

### Grafica
Anche la grafica di gioco soffre di enormi difetti, e non solo per i pochi modelli a disposizione, ma a causa di un framerate sempre molto basso che con difficoltà riesce a superare i 30 fps. Il gioco si muove lentamente e addirittura si ferma ogni qual volta si fa un incidente o semplicemente si scende dalla vettura, creando per un istante un fermo immagine della situazione. La cura dei dettagli è approssimativa e a volte incompleta: si nota dalle texture delle vetture, troppo poco curate, dai danni dei veicoli, tutti allo stesso modo a prescindere dal modello, dall'effetto fumo, dalle ombre tagliate quando si passa davanti a fonti luminose, alle diffuse compenetrazioni poligonali. Buffo anche l'effetto galleggiamento che si ha quando Markus indossa dei cappelli, si nota che questi sono sollevati dalla testa. Non mancano, però, aspetti positivi. È da notare infatti l'ottima riproduzione di New York, circa 62 km² ricostruiti tramite rilevazione GPS, di cui si possono osservare luoghi famosi, enormi grattacieli e, in qualche caso, anche visitare alcune abitazioni. Un altro aspetto positivo è l'effetto pioggia, curato nel dettaglio, in cui tutta la città viene riflessa sull'asfalto e sulla carrozzeria delle vetture, creando anche qualche problema in fase di guida.

### Audio
La colonna sonora del gioco è di buon livello e include artisti come Redman, Blue Öyster Cult, The Misfits, Danzig, Grandmaster Flash e molti altri. Interessante la possibilità di classificare le canzoni in base al proprio gusto tramite l'assegnazione di stelle, che ne indicano la frequenza di ascolto. Ad esempio, se una canzone ha zero stelle, difficilmente potrà essere ascoltata in auto. Per quanto riguarda i dialoghi, in lingua inglese, sono realizzati tramite la vocalità di alcune celebrità del calibro di Christopher Walken, Laurence Fishburne e Mickey Rourke, risultando però troppo monotoni, ripetitivi e anche un po' casuali; può capitare, infatti, di sentire blaterare qualcuno senza che Markus l'abbia toccato.
Per il resto l'audio è abbastanza standard, spari ed esplosioni sono di discreto livello, ma non fanno gridare al miracolo. L'audio delle vetture è troppo basso o in alcuni casi assente, riducendo la percezione della velocità durante gli inseguimenti.

### Bug critici
Oltre ad alcuni bug grafici, sono presenti alcuni bug critici che causano l'interruzione di una sequenza di script rendendo impossibile completare il gioco, soprattutto nella versione per Xbox. Da notare alcuni bug comuni nei videogiochi, come ad esempio vedere Markus cadere nel vuoto dopo essere sceso dall'auto, portandolo alla morte, o vedere cambiare delle texture a seconda se si è in macchina o a piedi.